# José Luís Peixoto

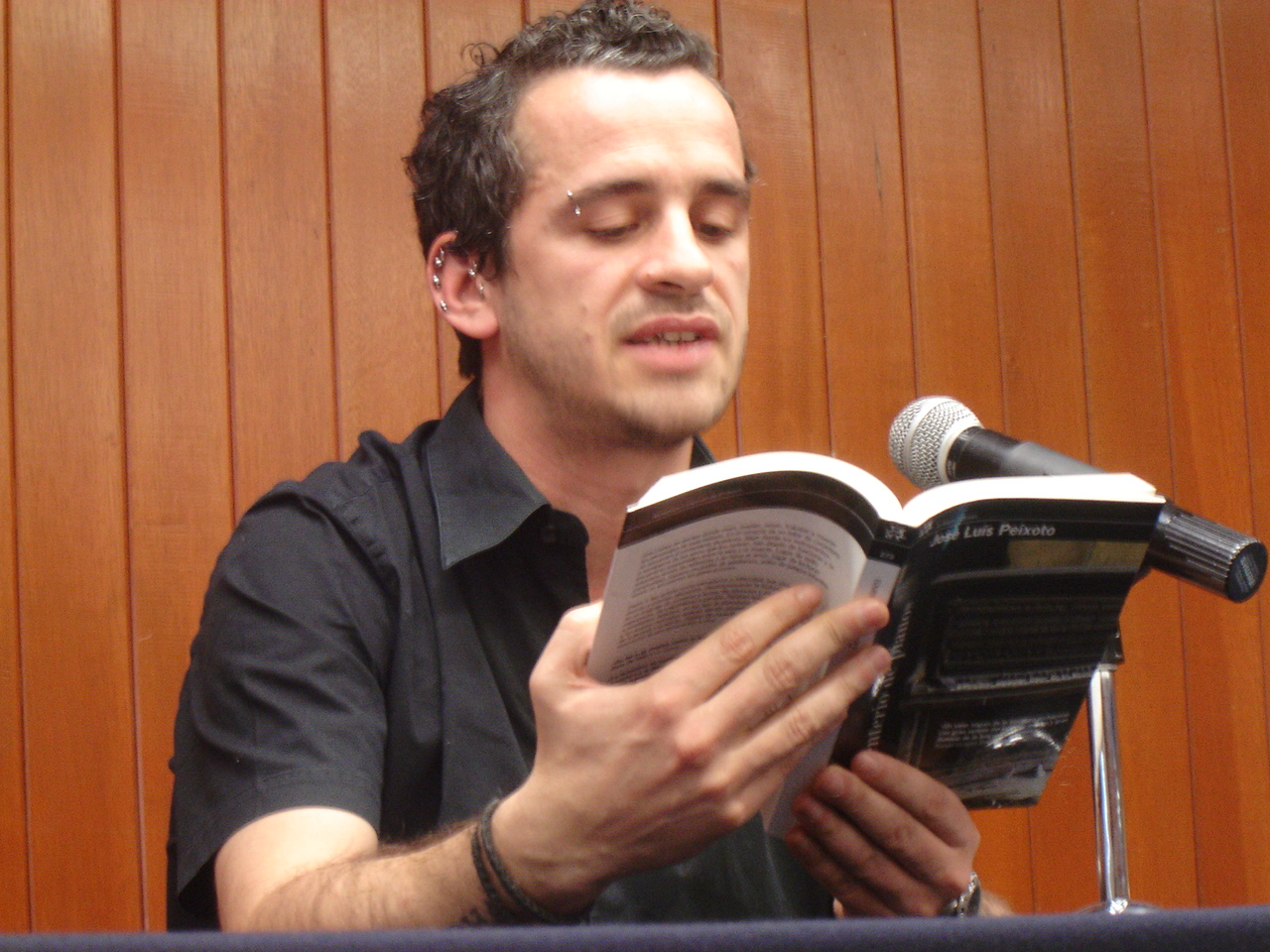
José Luís Peixoto

José Luís Peixoto, född 4 september 1974, är en portugisisk författare. Hans första roman Nenhum Olhar vann Prémio Literário José Saramago. Hans romaner är översatta till 20 språk.[källa behövs]